# هاري لي
هاري لي (بالإنجليزية: Harry Lee)‏ (20 مارس 1995 في المملكة المتحدة - ) هو لاعب كرة قدم بريطاني في مركز الوسط. لعب مع نادي فارنبوروه ونادي ليتون أورينت وويلينج يونايتد.

## وصلات خارجية
- هاري لي على موقع قاعدة بيانات كرة القدم.إي يو (الإنجليزية)
- هاري لي على موقع Soccerbase.com (لاعب) (الإنجليزية)
- هاري لي على موقع Soccerway.com (الإنجليزية)